# Fred Fugen
 (février 2014).
Si vous disposez d'ouvrages ou d'articles de référence ou si vous connaissez des sites web de qualité traitant du thème abordé ici, merci de compléter l'article en donnant les références utiles à sa vérifiabilité et en les liant à la section « Notes et références ».
Pour les articles homonymes, voir Fugen.
Frédéric Fugen dit « Fred Fugen », né le 25 juillet 1979 à Annecy, est un sportif français de l'extrême spécialiste de la chute libre, pratiquant le parachutisme, le BASE jump et le vol en wingsuit.

## Biographie

### Carrière professionnelle
Fred Fugen est parachutiste professionnel : il totalise 18 000 sauts en parachute, 1 500 sauts de base-jump. Il pratique le vol en wingsuit depuis 2000. Il est instructeur de parachutisme, pilote Jetman, licencié pilote privé (PPL), instructeur en soufflerie où il totalise 1 000 heures, pionnier et instructeur de Speed Riding.

### Palmarès
En 2002, Fred Fugen remporte le titre de champion de France de freefly à Tarbes.
En 2003, il gagne la médaille d’argent aux championnats du monde de Tallard (France).
En 2004, il rejoint l’équipe de France et fonde le duo de freefly des « Soul Flyers », qu'il anime avec Vince Reffet.
Avec les Soul Flyers, il devient :
- champion de France de freefly à Vannes (France) puis champion du monde de freefly à Boituva (Brésil) en équipe en 2004 ;
- vainqueur des World Games à Duisbourg (Allemagne), puis la Coupe du Monde à Eloy (États-Unis) en 2005 ;
- champion du monde à Gera (Allemagne) en 2006 ;
- champion du monde à Maubeuge (France) en 2008 ;
- vainqueur des World Games de Kaohsiung (Taïwan) en 2009[1].

En 2016, Fred devient officiellement le 3e pilote Jetman et élève d’Yves ‘Jetman’ Rossy. Il vole avec Rossy et son partenaire Vince Reffet, en compagnie de huit Alpha Jets de la Patrouille de France,.
En 2017, les Soul Flyers créent le buzz en réussissant à s'introduire dans un Pilatus Porter en plein vol, après un saut de BASE jump du sommet de la Jungfrau dans les Alpes suisses.

### Records mondiaux
Le 22 avril 2014, Fred Fugen et Vince Reffet ont battu le record du monde de BASE jump citadin en sautant du haut des 828 mètres de la tour Burj Khalifa (Émirats arabes unis) avec l'organisation de Skydive Dubai, filmés par Noah Bahnson.
Ils établissent la même année le record de freefly à haute altitude (10 000 mètres).
Fin 2022, il réalise avec Vincent Cotte et Aurélien Chatard le vol de relief en wingsuit le plus long de l’histoire au-dessus du Mont-Blanc : une chute vertigineuse de plus de 3 minutes sur 7,5 kilomètres, 3.650 mètres de dénivelé .